# Adolf Heinrich-Hansen
Claus Adolf Heinrich-Hansen (29. november 1859 i København – 28. oktober 1925 i Fredensborg) var en dansk arkitekturmaler.
Han udstillede fra 1884, fik 1887 afgangsbevis som maler og blev samme år 2. assistent, efter faderens, Heinrich Hansen, død 1. assistent i perspektivklassen. Heinrich-Hansen malede også tyske byer og Fanøinteriører med kvinder folkedragter og enkelte portrætter. I sine senere år blev Heinrich-Hansen en benyttet dyremaler især billeder med heste og hunde.